# Термоліз
Термоліз — процес розкладання хімічних сполук під впливом температури. Частіше використовується в нафтопереробці і нафтохімії як загальний термін для процесів хімічних перетворень нафтової сировини, що здійснюються при високих температурах без застосування каталізаторів. До термолітичних або термічних процесів відносять:
- термічний крекінг
- коксування
- піроліз
- гідропіроліз
- бітумінізація

Термоліз також — напрямок вуглехімії, який є теоретичною основою коксохімії, карбонізації, термічного розчинення, а також служить додатковою інформаційною базою для інших термічних процесів переробки твердих горючих копалин (ТГК).